# Абдулаев, Тагир Муртузович
Тагир Муртузович Абдулаев (род. 14 марта 1967, Махачкала) — российский самбист и дзюдоист, чемпион СССР, чемпион и призёр чемпионатов России по дзюдо, чемпион Игр доброй воли 1994 года по дзюдо, чемпион СССР и мира по самбо. Заслуженный мастер спорта России.

## Спортивные результаты
- Чемпионат СССР по самбо 1988 года — ;
- Чемпионат СССР по самбо 1989 года — ;
- Чемпионат СССР по дзюдо 1991 года — ;
- Чемпионат России по дзюдо 1992 года — ;
- Чемпионат России по дзюдо 1993 года — ;
- Чемпионат России по дзюдо 1995 года — ;
- Чемпионат России по самбо 1997 года — .

## Интересные факты
Тренерами Тагира Абдулаева были Анатолий Рахлин и будущий президент России Владимир Путин.

## Награды
Орден Дружбы (14 октября 2020) — за заслуги в развитии физической культуры и спорта, активную общественную деятельность.